# ぼくのプルー
『ぼくのプルー』は、日本の歌。作詞：林權三郎、作曲：広瀬量平。1977年リリース、編曲：小森昭宏、歌：かんぺい&りつこ。1978年リリース、編曲：香登みのる、歌：岩崎宏美。

## 概要
1977年2月 - 3月、NHK『みんなのうた』で紹介。1972年2月 - 3月に紹介された『小犬のプルー』の続編。前作でプルーと別れた「ボク」が、街をさすらいながら、プルーのことを思い出す歌。アニメは前作に引き続き、佃公彦の担当。1977年にビクターより発売された、かんぺい&りつこのシングルレコード（KV-60 '77年）、A面「天使のパンツ」のB面に収録。1978年、岩崎宏美の初の『みんなのうた』出演。歌は3番まであるが、放送では2番と3番の間に、インストゥルメンタルが流される。
放送後、1977年5月5日に放送された『特集みんなのうた』で再放送され、CD化はされているものの、定時番組では未だに再放送されていないが、2007年12月31日にNHK-FMで放送された『今日は一日みんなのうた三昧』では取り上げられた。

## カバー
- キングレコード：石川京子
- コロムビアミュージックエンターテインメント：堀江美都子

## 参考資料
- みんなのうた缶[要文献特定詳細情報]